# Chondrillidae
Chondrillidae is een familie van sponsdieren uit de klasse van de Demospongiae (gewone sponzen). 

## Geslachten
- Chondrilla Schmidt, 1862
- Thymosia Topsent, 1895
- Thymosiopsis Vacelet & Perez, 1998